# إد الغاين (إد علي بلا)
إد الغاين هو دُوَّار يقع بجماعة سيدي عبد الله أو بلعيد، إقليم سيدي إفني، جهة كلميم واد نون في المملكة المغربية. ينتمي الدوّار لمشيخة إد علي بلا التي تضم 25 دوار. يقدر عدد سكانه بـ 116 نسمة حسب الإحصاء الرسمي للسكان والسكنى لسنة 2004.

## روابط خارجية
- البوابة الوطنية للجماعات الترابية
- المندوبية السامية للتخطيط